# مايك روزنتال
مايك روزنتال (بالإنجليزية: Mike Rosenthal)‏ هو لاعب كرة قدم أمريكية أمريكي، ولد في 10 يونيو 1977 في بيتسبرغ في الولايات المتحدة.

## وصلات خارجية
- مايك روزنتال على موقع مرجع كرة القدم المحترفة.كوم (الإنجليزية)